# Інститут загальної історії РАН
Інститут загальної історії РАН — установа Російської академії наук, основною метою якого є реалізація дослідницьких проєктів в області історії.
Основні напрями наукових досліджень: історія зарубіжних країн з стародавнього світу до сучасності, історія міжнародних відносин, філософія і теорія історії, методологія історії, проблеми джерелознавства тощо. З початку 1990-х років інститут активно розвиває наукові напрямки в області історії Росії та країн СНД. З 1995 року в рамках політики щодо інтеграції науки і освіти на базі інституту функціонує історичний факультет Державного академічного університету гуманітарних наук.

## Історія
Інститут загальної історії заснований в 1968 році в результаті поділу Інституту історії АН СРСР (утвореного в 1936 році) на Інститут історії СРСР і власне Інститут загальної історії АН СРСР.

### Директора
| Роки      | Директор                           |
| --------- | ---------------------------------- |
| 1968-1979 | академік Е. М. Жуков               |
| 1980-1987 | член-корр. АН СРСР З. В. Удальцова |
| 1988-2015 | академік О. О. Чубар'ян            |
| з 2016    | д.і.н. М. А. Липкин                |

## Співробітники інституту
У інституті працюють понад 250 наукових співробітників, у тому числі близько 180 штатних співробітників, понад 50 сумісників, «контрактників» та інших категорій.
- Чубар'ян, Олександр Оганович, д.і.н., академік, науковий керівник.
- Кирилова, Катерина Миколаївна, д.і.н., заступник директора.
- Коновалова, Ірина Геннадіївна, д.і.н., заступник директора.
- Мирзеханов, Велихан Салманханович, д.і.н., заступник директора.
- Давідсон, Аполлон Борисович, д.і.н., академік.
- Урилов, Ільягу Ханукаєвич, д.і.н., академік.
- Бухарін, Михайло Дмитрович, д.і.н., член-кореспондент РАН.
- Іванчик, Аскольд Ігорович, д.і.н., член-кореспондент РАН.
- Каштанів, Сергій Михайлович, д.і.н., член-кореспондент РАН.
- Рєпіна, Лоріна Петрівна, д.і.н., член-кореспондент РАН.
- Уваров, Павло Юрійович, д.і.н., член-кореспондент РАН.
- Черкасов, Петро Петрович, д.і.н., член-кореспондент РАН.

## Напрямки досліджень
1. Теорія і методологія історії: сучасні моделі історичного процесу
  1. Цивілізаційний вимір історії Євразійського континенту
  2. Гендерні дослідження і проблема історичного синтезу
2. Порівняльно-історичні дослідження: сучасні підходи
  1. Історична повсякденність: Захід — Росія — Схід
  2. Проблеми компаративістики
3. Нові підходи до вивчення соціальної історії
  1. Колективна пам'ять та історична свідомість переломних епох
  2. Соціальна історія: методи, тенденції, джерела
  3. Історія і соціальні науки: проблеми міждисциплінарного діалогу
4. Людина в історії: проблеми історичної та культурної антропології
5. Інформаційні процеси та інформатика в історичних дослідженнях
  1. Гуманітарний аспект інформаційних процесів в історичному минулому
  2. Інформатика в історичних дослідженнях
6. Джерелознавство та спеціальні історичні дисципліни
  1. Структура історичної інформації в античних і середньовічних джерелах
  2. Дипломатика, актова археографія, палеографія та кодикологя, геральдика та емблематика
7. Історико-культурна спадщина стародавніх цивілізацій Заходу і Сходу
  1. Історико-культурні спадщина стародавніх цивілізацій Заходу і Сходу
  2. Антична цивілізація: людина, суспільство, держава
  3. Держава, право і влада. Історія основних інститутів римського права (їхнє виникнення, розвиток і рецепція) та їх роль в розвитку сучасного європейського права
8. Середньовіччя: суспільство, політика, культура
  1. Середньовічний соціум та його динаміка
  2. Візантійська цивілізація між Сходом і Заходом
9. Європейське Просвітництво XVIII ст.
10. Європа XIX століття: політика, дипломатія і культура
11. Формування та еволюція громадянського суспільства в Європі
  1. Європейський парламентаризм як інститут громадянського суспільства
  2. Соціально-політичні інститути громадянського суспільства в Європі XX століття
12. Історія XX століття: політичні, соціальні та міжнародні проблеми
  1. Міжнародні відносини у XX столітті
  2. Суспільство і війни в XX столітті
  3. Холодна війна: сучасні теоретичні підходи та конкретно-історичний аналіз
13. Світова історія і Росія
  1. Східна Європа і Росія в етнокультурному просторі середньовіччя
  2. Середньовічний Захід і Росія
  3. Російсько-західноєвропейські культурні зв'язки в епоху Просвітництва (XVIII ст.)
  4. Росія і Європа в XIX столітті
14. Історія релігії та церкви
  1. Генезис та розвиток християнської культури: Східна Європа, Росія і Захід
  2. Російська православна церква в загальноєвропейської історичної перспективі. IX—XV ст.
  3. Західні церкви, європейське суспільство і Росія в новий і новітній час
15. Проблеми історії економіки і бізнесу
  1. Кліометрия: історична метрологія та кількісні методи економічної теорії
16. Взаємодія культур і соціумів у світовому історичному процесі
17. Регіони світу: проблеми діалогу культур і цивілізацій
  1. Формування і еволюція європейських регіонів:
    1. Західна Європа: політика, економіка і культура
    2. Північна Європа і Балтія: міжнародні відносини, соціально-політична історія, взаємодія культур, відносини з Росією в XIX—XX столітті
    3. Середземномор'я і Балкани

  2. Північна Америка у світовому історичному процесі
  3. Історико-культурний синтез та проблеми формування латиноамериканської цивілізації
  4. Роль Африки в імперському і постімперському світі XIX—XX століть
18. Проблеми інтеграції науки та освіти
  1. Електронні ресурси російських університетів та науково-дослідних центрів у вивченні і викладанні історії

У загальній складності з грифом інституту щорічно видається понад 100 монографій, збірників наукових статей, збірників історичних документів, навчальних посібників. Деякі роботи публікуються в друкарні Інституту, інші — у видавництвах Москви: «Наука», «Олма Медіа Груп», «Просвєщєніє», «Дроіа» та ін.